# Союз российских писателей
Общероссийская общественная организация «Союз российских писателей» — общероссийская общественная организация, объединяющая ряд российских и зарубежных литераторов (прозаиков, поэтов, эссеистов и т. д.).
Союз российских писателей образовался в 1991, когда на базе единого Союза писателей СССР образовались Союз писателей России («патриотической» направленности), Союз писателей Москвы, Московская городская писательская организация и Союз российских писателей («демократической» направленности).
Союз российских писателей насчитывает более 3,5 тысяч человек, его членами были Дмитрий Лихачёв, Андрей Битов, Владимир Маканин, Сергей Залыгин, Виктор Астафьев, Юрий Нагибин, Анатолий Жигулин, Владимир Соколов, Роман Солнцев, Фазиль Искандер, Евгений Евтушенко, Леонид Пасенюк.
В настоящее время в СРП состоят Руслан Киреев, Михаил Кураев, Юрий Кублановский, Александр Кушнер, Николай Шамсутдинов, Валерий Попов, Олег Чухонцев и другие выдающиеся писатели России.

## Деятельность
Союз российских писателей является соучредителем и организатором Волошинской премии, Волошинского конкурса и Волошинского фестиваля в Коктебеле, Всероссийских совещаний молодых писателей, входит в Оргкомитет по празднованию юбилеев М. А. Шолохова, Н. В. Гоголя, А. Т. Твардовского и других выдающихся писателей, в жюри Международной литературной премии им. Юрия Долгорукого, проводит «Провинциальные литературные вечера» в Москве, был инициатором возведения в г. Воронеже в 2008 году памятника О. Э. Мандельштаму, участвует в международных и российских книжных ярмарках, совместно с Союзом журналистов России проводит конференции женщин-писательниц, творческие вечера, литературные чтения в библиотеках, школах и университетах, круглые столы по проблемам перевода, региональные семинары прозы, поэзии и критики.
При Союзе российских писателей работало издательство «Союз российских писателей»; были изданы книги Анатолия Жигулина, Евгения Блажеевского, Николая Голуба, Владимира Коробова, «Антология стихов о Крыме».
Союз российских писателей входит в такие российские и международные писательские организации как Международное сообщество писательских союзов (МСПС), Международный Литфонд (МЛФ), Литфонд России, Координационный Совет творческих союзов России, Союз переводчиков стран СНГ и Балтии (г. Ереван).

## Региональные представительства
В Союз российских писателей входит пятьдесят восемь региональных организаций. Наиболее представительные из них — в Москве, Санкт-Петербурге, Вологде, Воронеже, Рязани, Владимире, Смоленске, Ярославле, Туле, Оренбурге, Тольятти, Волгограде, Калининграде, Краснодаре, Ставрополе, Майкопе (Адыгея), Петрозаводске (Карелия), Ростове-на-Дону, Саратове, Екатеринбурге, Красноярске, Иркутске, Омске, Томске, Кемерово, Тюмени, Мурманске, Хабаровске, Петропавловске-Камчатске, Владивостоке.
Региональные отделения, представительства и организации Союза российских писателей издают журналы, газеты и альманахи: «Свеча» (Вологда), «Город» (Тольятти), «Запад России» (Калининград), «Балтика» (Калининград), Издание союза писателей фонда ООН (Нижний Новгород), «Янтарный берег» (Калининград), «Утро» и «Меценат и Мир» (Рязань), «Глагол Кавказа» (Майкоп), «Мурманский берег» (Мурманск), «Башня» (Оренбург), «Под часами» (Смоленск), «Зелёная лампа» и «Иркутское время» (Иркутск), «Складчина» и «Омская муза» (Омск), «Каменный мост» (Томск), «Голоса Сибири» (Кемерово), «Ликбез» (Барнаул), «Писательская газета» и «Тула» (Тула), «Местное время» (Владимир), «Изба-читальня» (Владивосток), «Лазоревый цвет» (Волгоград), «Литературное Ставрополье» (Ставрополь) и другие.

## Руководство
Сопредседатели Союза российских писателей:
- Юрий Кублановский (Москва)
- Михаил Кураев (Санкт-Петербург)
- Валентин Лукьянин (Екатеринбург)
- Игорь Шкляревский (Москва) †
- Николай Шамсутдинов (Тюмень)

Первый секретарь Союза российских писателей: Светлана Василенко (Москва)
Оргсекретарь Союза российских писателей: Левон Осепян (Москва)
Сопредседатели Союза российских писателей, избранные на IV Съезде Союза российских писателей (июнь 2009 г.): Юрий Кублановский (Москва), Михаил Кураев (Санкт-Петербург), Олег Глушкин (Калининград), Александр Лейфер (Омск), Арсен Титов (Екатеринбург). Члены Правления Союза российских писателей, избранного на V Съезде СРП: Светлана Василенко, Людмила Абаева, Владимир Коробов, Владислав Отрошенко, Левон Осепян, Борис Скотневский, Галина Умывакина, Владимир Мисюк, Валентина Кизило. Первый секретарь Союза российских писателей — Светлана Василенко. Оргсекретарь Союза российских писателей — Левон Осепян.Сопредседатели Союза российских писателей, избранные на VI Съезде Союза российских писателей (май 2019 год): Юрий Кублановский (Москва), Михаил Кураев (Санкт-Петербург), Олег Глушкин (Калининград), Арсен Титов (Екатеринбург), Николай Шамсутдинов (Тюмень).

## Премии
Союз российских писателей в рамках Международной Волошинской премии учредил специальную премию Союза российских писателей «За сохранение традиций русской поэзии» в номинации «Лучшая поэтическая книга 2014 года».

## Адрес
- Москва, ул. Поварская, д. 52.